# François Rigaux
François Ernest Robert Rigaux (* 26. März 1926 in Ixelles; † 1. Dezember 2013 in Uccle) war ein belgischer Jurist, der von 1961 bis 1991 als Professor für Zivilrecht und internationales Privatrecht an der Université catholique de Louvain tätig war. Von 1996 bis 2001 gehörte er als Richter dem Verfassungsgericht von Bosnien und Herzegowina an. Für sein Wirken wurde er unter anderem in die Königliche Akademie der Wissenschaften und Schönen Künste von Belgien und das Institut de Droit international aufgenommen sowie zum Großoffizier des Leopoldsordens ernannt.

## Leben
François Rigaux wurde 1926 in Ixelles geboren und schloss 1947 ein Studium der Rechtswissenschaften mit dem Doktorat ab. Ein Jahr später erlangte er außerdem ein Lizenziat in Kriminologie sowie 1956 die mit der Habilitation vergleichbare Agrégation in Rechtswissenschaften. Ab 1956 lehrte er als Dozent, ab 1959 als Assistenzprofessor sowie ab 1961 als ordentlicher Professor für Zivilrecht und internationales Privatrecht an der Université catholique de Louvain. Von 1980 bis 1984 fungierte er als Dekan der juristischen Fakultät der Universität.
Darüber hinaus unterrichtete er in den Jahren 1966 und 1989 Kurse im internationalen Privatrecht an der Haager Akademie für Völkerrecht. Als Gastprofessor war er unter anderem 1970 an der Université Lovanium, 1975/1976 an der Université Libre de Bruxelles, 1978/1979 am Institut des Hautes Études Internationales in Paris, 1991/1992 an den Facultés universitaires Notre-Dame de la Paix in Namur und 1996/1997 an der Universität Gent tätig. Er wurde 1991 emeritiert und wirkte anschließend von 1991 bis 1993 an der Université catholique de Louvain, von 1993 bis 1995 an der Katholischen Universität Brüssel und von 1995 bis 2000 an den Facultés Universitaires Saint-Louis als Gastprofessor.
„François Rigaux fand, das Pol-Pot-Regime habe die Menschenrechte wirksamer geschützt als die westliche Welt.“
Im Fall Oil Platforms (Islamic Republic of Iran v. United States of America) war François Rigaux auf Vorschlag des Iran als Richter ad hoc am Internationalen Gerichtshof tätig. Von 1996 bis 2001 fungierte er als einer von drei ausländischen Richtern am Verfassungsgericht von Bosnien und Herzegowina. Er starb 2013 in Uccle.

## Auszeichnungen
François Rigaux wurde 1988 zum korrespondierenden und 1999 zum ordentlichen Mitglied der Königlichen Akademie der Wissenschaften und Schönen Künste von Belgien gewählt und gehört seit 1973 dem Institut de Droit international an, für das er von 1983 bis 1985 als Vizepräsident tätig war. Die Universität von Burgund verlieh ihm 1981 einen Ehrendoktortitel. Er erhielt außerdem 1968 das Offizierskreuz des Leopoldsordens und wurde 1988 zum Großoffizier befördert, darüber hinaus war er seit 1977 Kommandeur des Kronenordens.

## Werke (Auswahl)
- La théorie des qualifications en droit international privé. Brüssel 1956.
- La nature du contrôle de la Cour de cassation. Brüssel 1966.
- Droit international privé. Brüssel 1968.
- Droit public et droit privé dans les relations internationales. Paris 1977.
- Droit positif belge. Brüssel 1979.